# Organismo aerobio

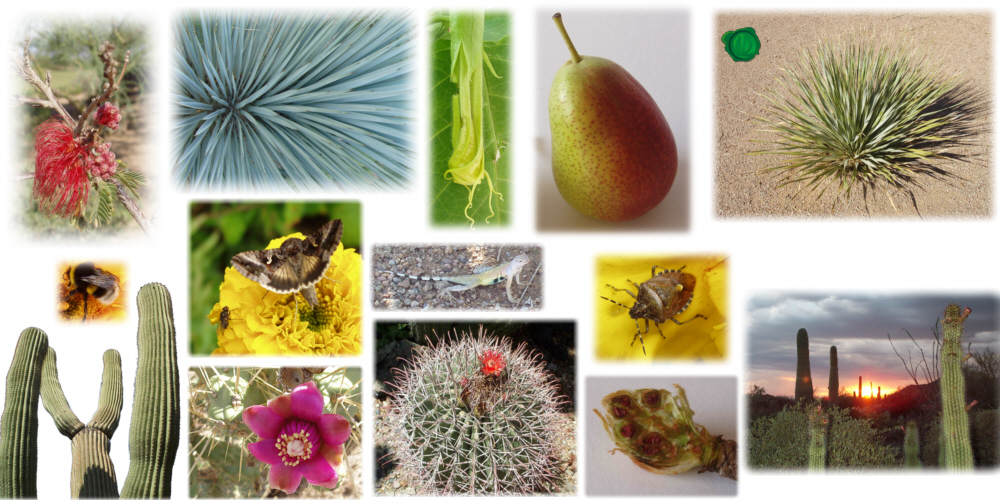
Los animales y las plantas son organismos aerobios

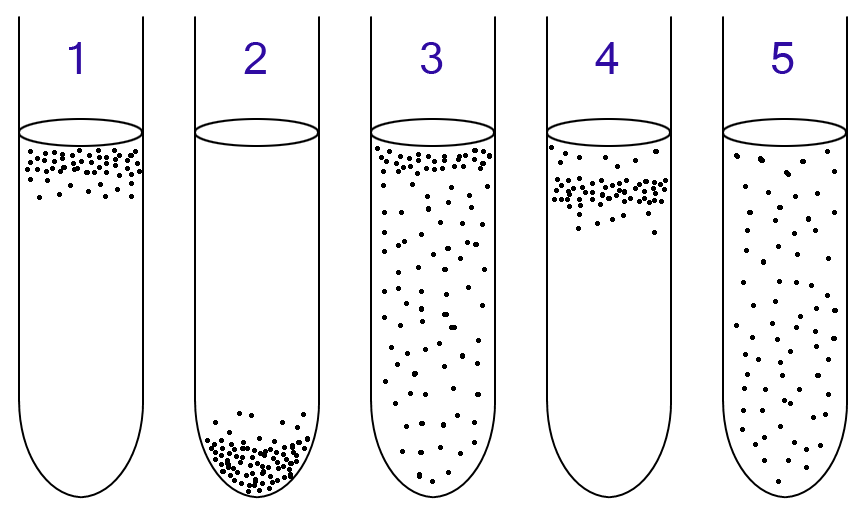
Las bacterias aerobias y anaerobias pueden ser definidas al identificar su crecimiento en tubos de prueba de tioglicolato:
1: Los aerobios estrictos necesitan oxígeno porque no pueden fermentar ni respirar de forma anaeróbica. Se reúnen en la parte superior del tubo, donde la concentración de oxígeno es mayor.
2: Los anaerobios estrictos son envenenados por el oxígeno, por lo que se reúnen en la parte inferior del tubo, donde la concentración de oxígeno es más baja.
3: Los anaerobios facultativos pueden crecer con o sin oxígeno porque pueden metabolizar la energía de forma aeróbica o anaeróbica. Se reúnen sobre todo en la parte superior porque la respiración aeróbica genera más ATP que la fermentación o la respiración anaeróbica.
4: Los microaerófilos necesitan oxígeno porque no pueden fermentar ni respirar anaeróbicamente. Sin embargo, se envenenan con altas concentraciones de oxígeno. Se reúnen en la parte superior del tubo de ensayo pero no en toda la parte superior.
5: Los organismos aerotolerantes no necesitan oxígeno porque metabolizan la energía de forma anaeróbica. Sin embargo, a diferencia de los anaerobios obligados, no se intoxican con el oxígeno. Se encuentran repartidos uniformemente por todo el tubo de ensayo.

Se denominan organismos aerobios o aeróbicos a los organismos que pueden vivir o desarrollarse en presencia de oxígeno diatómico. El concepto se aplica no solo a organismos sino también a los procesos implicados ("metabolismo aerobio") y a los ambientes donde se llevan a cabo. Un "ambiente aerobio" es aquel rico en oxígeno, a diferencia del anaerobio, donde el oxígeno está ausente, o uno microaerófilo, donde el oxígeno se encuentra en muy bajos niveles.
El metabolismo aerobio (respiración) surgió en la evolución después de que la fotosíntesis oxigénica, la forma más común de fotosíntesis, liberó a la atmósfera oxígeno, el cual había sido muy escaso hasta entonces. Inicialmente representó una forma de contrarrestar la toxicidad del oxígeno, más que una manera de aprovecharlo. Como la oxidación de la glucosa y otras sustancias libera mucha más energía que su utilización anaerobia por ejemplo, la fermentación, los seres aerobios pronto se convirtieron en los organismos dominantes en la Tierra.
El antepasado común de los organismos eucariontes (con células nucleadas) adquirió la capacidad de realizar el metabolismo aerobio integrando a una bacteria aerobia como orgánulo permanente, la mitocondria (teoría de la endosimbiosis).
La aerobiosis es un proceso de respiración celular, en el que se usa el oxígeno para la oxidación del sustrato (por ejemplo azúcares y grasas, para obtener energía).

## Tipos
- Aerobio estricto necesitan oxígeno para crecer. En un proceso denominado respiración celular, estos organismos utilizan el oxígeno para oxidar algunos sustratos (carbohidratos y grasas) para generar energía.[2]
- Anaerobio facultativo usan oxígeno si es que está disponible, pero también tienen métodos anaeróbicos para la producción de energía.
- Microaerófilo requieren oxígeno para la producción de energía pero son dañados en caso de concentraciones muy elevadas (por ejemplo a nivel atmosférico).
- Aerotolerante no usan oxígeno pero tampoco los daña.[2]

## Ejemplo
Un buen ejemplo es la oxidación de la glucosa (un monosacárido) en la respiración aeróbica.
C6H12O6 + 38 ADP + 38 Pi + 6 O2 -> 6 CO2 + 6 H2O + 38 ATP
Dando alrededor de 2.880 kJmol-1.
El oxígeno se usa durante la oxidación de la glucosa y se produce agua, CO2 y energía.